# Kendangsari
Kendangsari is een bestuurslaag in het regentschap Surabaya van de provincie Oost-Java, Indonesië. Kendangsari telt 20.658 inwoners (volkstelling 2010).